# Simpelveld
Simpelveld (Limburgsk: Zumpelveld) er en by og en kommune i provinsen Limburg, Nederlandene. Kommunens størrelse er på 16,02 km², og indbyggertallet er på 10.844 pr. 1. januar 2014. Kommunen grænser op til Voerendaal, Heerlen, Gulpen-Wittem og Aachen (Tyskland).

## Befolkningscentre
Kommunen Simpelveld består af følgende landsbyer og distrikter. 

### Landsbyer
| Nederlandsk      | Limburgsk   | Mennesker * |
| ---------------- | ----------- | ----------- |
| Simpelveld \| ** | Zumpelveld  | 5220        |
| Bocholtz         | Bóches      | 5230        |
| Bocholtzerheide  | Bóchezerhei | 520         |
| Huls             | De Huls     | 350         |
| Baneheide        | De Boanhei  | 140         |

* Pr. 1. januar 2009 

** Indeholder også landsbyer Bosschenhuizen og Molsberg.

### Distrikter
Baaks-Sweijer, Broek, Bulkemsbroek, In de Gaas, Prickart, Vlengendaal, Waalbroek, Zandberg

## Topografi
Topografisk kort, maart 2014

## Lokal ledelse
Kommunalrådet i Simpelveld består af 15 sæder, der er fordelt som følger:
| Part                | 1998 | 2002 | 2006 | 2010 | 2014 |
| Burgerbelangen      | 3    | 3    | 4    | 5    | 5    |
| Leefbaar Simpelveld | -    | 5    | 4    | 4    | 3    |
| CDA                 | 5    | 2    | 2    | 2    | 3    |
| Simpelveld Lokaal   | 4    | 3    | 3    | 3    | 2    |
| PvdA                | 1    | -    | 2    | 1    | 2    |
| Lijst Thewissen     | 1    | 2    | -    | -    | -    |
| Andre               | 1    | -    | -    | -    | -    |
| Samlede             | 15   | 15   | 15   | 15   | 15   |